# Nages
Pour l’article ayant un titre homophone, voir Nage.
Nages [na.ʒə]  (en occitan Najas ['na.d͡ʒo̞s]) est une commune française située dans le département du Tarn, en région Occitanie. Sur le plan historique et culturel, la commune est dans le Lacaunais, un ensemble de plateaux où l'élevage de brebis laitières est prépondérant.
Exposée à un climat de montagne, elle est drainée par la Vèbre, le Viau, le Rieufrech, le ruisseau de Candoubre, le ruisseau de la Grande Vergne, le ruisseau de Ramières et par divers autres petits cours d'eau. Incluse dans le parc naturel régional du Haut-Languedoc, la commune possède un patrimoine naturel remarquable composé de trois zones naturelles d'intérêt écologique, faunistique et floristique.
Nages est une commune rurale qui compte 345 habitants en 2022, après avoir connu un pic de population de 2 016 habitants en 1851.  Elle fait partie de l'aire d'attraction de Lacaune. Ses habitants sont appelés les Nageols ou  Nageolles.

## Géographie

### Localisation
La commune est située dans l'est du département du Tarn. Elle est limitrophe de l'Hérault.

### Communes limitrophes

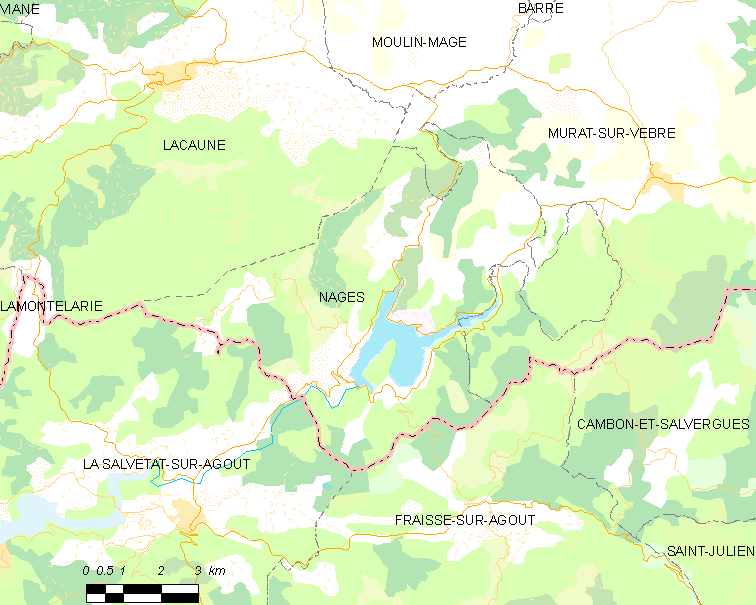
Carte.

| Lacaune                         |                             |                 |
|                                 | Nages                       | Murat-sur-Vèbre |
| La Salvetat-sur-Agout (Hérault) | Fraisse-sur-Agout (Hérault) |                 |

### Géologie et relief
La commune située dans le Massif central en montagne Noire.

### Hydrographie
La commune est dans le bassin de la Garonne, au sein du bassin hydrographique Adour-Garonne. Elle est drainée par la Vèbre, le Viau, le Rieufrech, le ruisseau de Candoubre, le ruisseau de la Grande Vergne, le ruisseau de Ramières, un bras de la Vèbre, le ruisseau de la Captée, le ruisseau de la Paude, le ruisseau de Pontis, le ruisseau de Randy et par divers petits cours d'eau, qui constituent un réseau hydrographique de 54 km de longueur totale,.
La Vèbre, d'une longueur totale de 31,2 km, prend sa source dans la commune de Murat-sur-Vèbre et s'écoule vers le sud puis se réoriente vers le sud-ouest. Elle traverse la commune et se jette dans l'Agout à La Salvetat-sur-Agout, après avoir traversé 3 communes.
Le Viau, d'une longueur totale de 16,7 km, prend sa source dans la commune de Barre et s'écoule vers le sud. Il traverse la commune et se jette dans la Vèbre sur le territoire communal, après avoir traversé 4 communes.

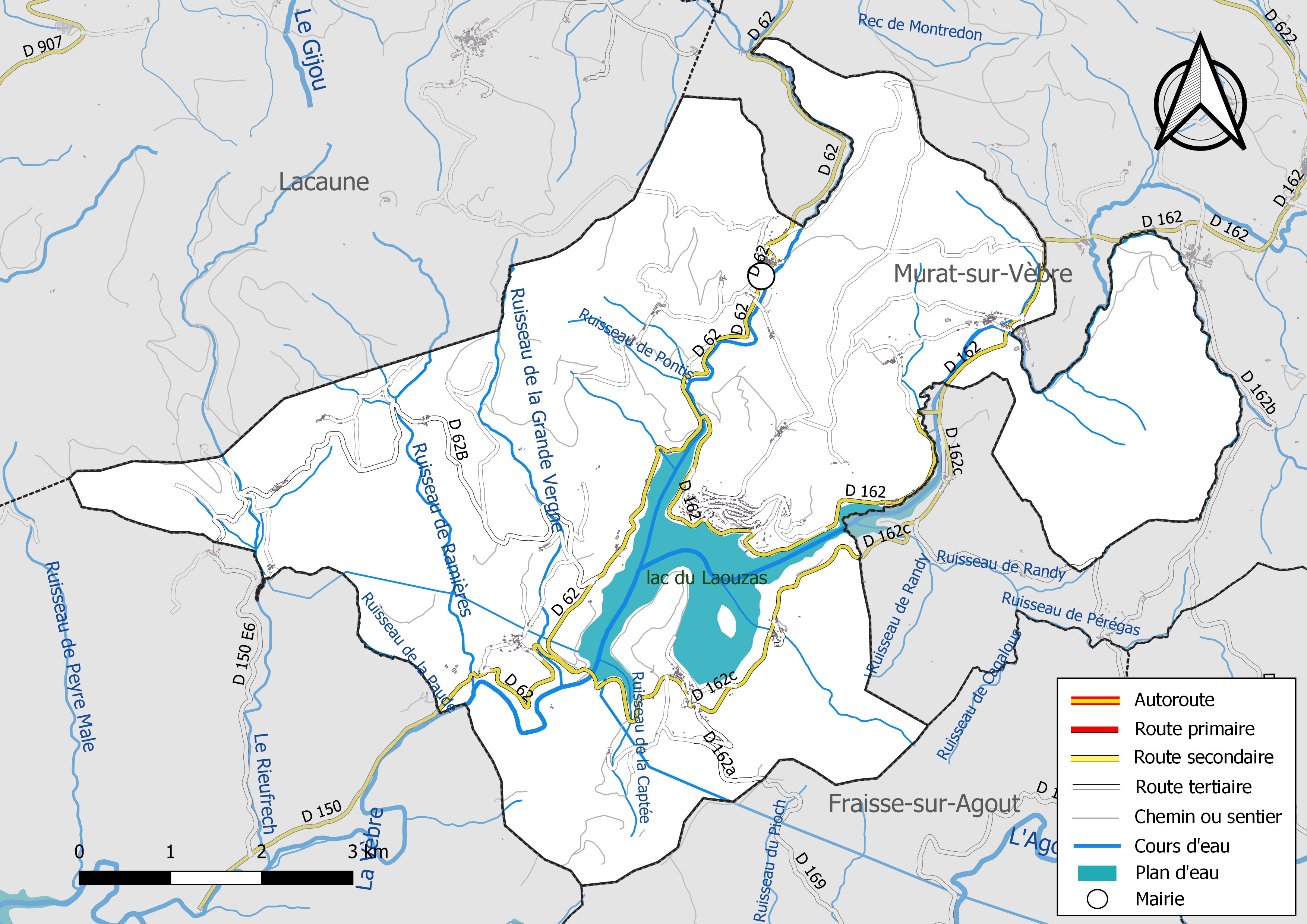
Réseaux hydrographique et routier de Nages.

### Climat
Pour des articles plus généraux, voir Climat de l'Occitanie et Climat du Tarn.
En 2010, le climat de la commune est de type climat de montagne, selon une étude du Centre national de la recherche scientifique s'appuyant sur une série de données couvrant la période 1971-2000. En 2020, Météo-France publie une typologie des climats de la France métropolitaine dans laquelle la commune est dans une zone de transition entre le climat océanique altéré et le climat méditerranéen et est dans une zone de transition entre les régions climatiques « Provence, Languedoc-Roussillon » et « Sud-est du Massif Central ».
Pour la période 1971-2000, la température annuelle moyenne est de 9,1 °C, avec une amplitude thermique annuelle de 14,7 °C. Le cumul annuel moyen de précipitations est de 1 574 mm, avec 12,9 jours de précipitations en janvier et 5,5 jours en juillet. Pour la période 1991-2020, la température moyenne annuelle observée sur la station météorologique de Météo-France la plus proche, « Murat Sur Vebre », sur la commune de Murat-sur-Vèbre à 6 km à vol d'oiseau, est de 9,1 °C et le cumul annuel moyen de précipitations est de 1 355,8 mm. 
La température maximale relevée sur cette station est de 35,2 °C, atteinte le 23 août 2023 ; la température minimale est de −16 °C, atteinte le 8 février 2012,,.
Les paramètres climatiques de la commune ont été estimés pour le milieu du siècle (2041-2070) selon différents scénarios d'émission de gaz à effet de serre à partir des nouvelles projections climatiques de référence DRIAS-2020. Ils sont consultables sur un site dédié publié par Météo-France en novembre 2022.

### Milieux naturels et biodiversité

#### Espaces protégés
La protection réglementaire est le mode d’intervention le plus fort pour préserver des espaces naturels remarquables et leur biodiversité associée,.
La commune fait partie du parc naturel régional du Haut-Languedoc, créé en 1973 et d'une superficie de 307 184 ha, qui s'étend sur 118 communes et deux départements. Implanté de part et d’autre de la ligne de partage des eaux entre Océan Atlantique et mer Méditerranée, ce territoire est un véritable balcon dominant les plaines viticoles du Languedoc et les étendues céréalières du Lauragais,

#### Zones naturelles d'intérêt écologique, faunistique et floristique
L’inventaire des zones naturelles d'intérêt écologique, faunistique et floristique (ZNIEFF) a pour objectif de réaliser une couverture des zones les plus intéressantes sur le plan écologique, essentiellement dans la perspective d’améliorer la connaissance du patrimoine naturel national et de fournir aux différents décideurs un outil d’aide à la prise en compte de l’environnement dans l’aménagement du territoire.
Une ZNIEFF de type 1 est recensée sur la commune :
la « tourbière et landes du Roc de Montalet » (110 ha), couvrant 2 communes du département et deux ZNIEFF de type 2, : 
- les « bois, landes, pelouses et zones humides des environs du lac du Laouzas » (7 053 ha), couvrant 5 communes dont deux dans l'Hérault et trois dans le Tarn[19] ;
- les « zones humides des Monts de Lacaune » (10 888 ha), couvrant 9 communes dont une dans l'Hérault et huit dans le Tarn[20].

Carte des ZNIEFF de type 1 et 2 à Nages.
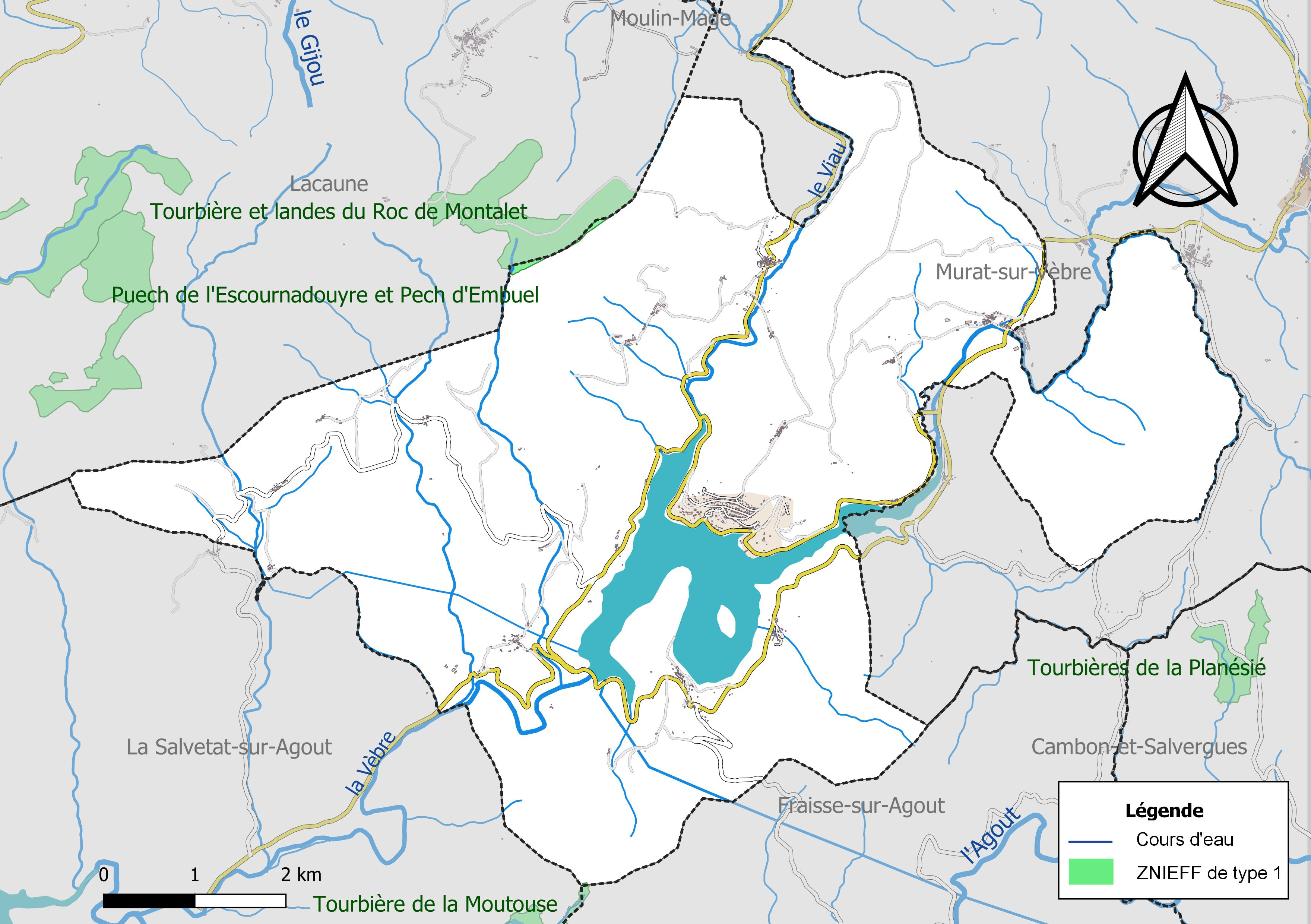
Carte de la ZNIEFF de type 1 sur la commune.
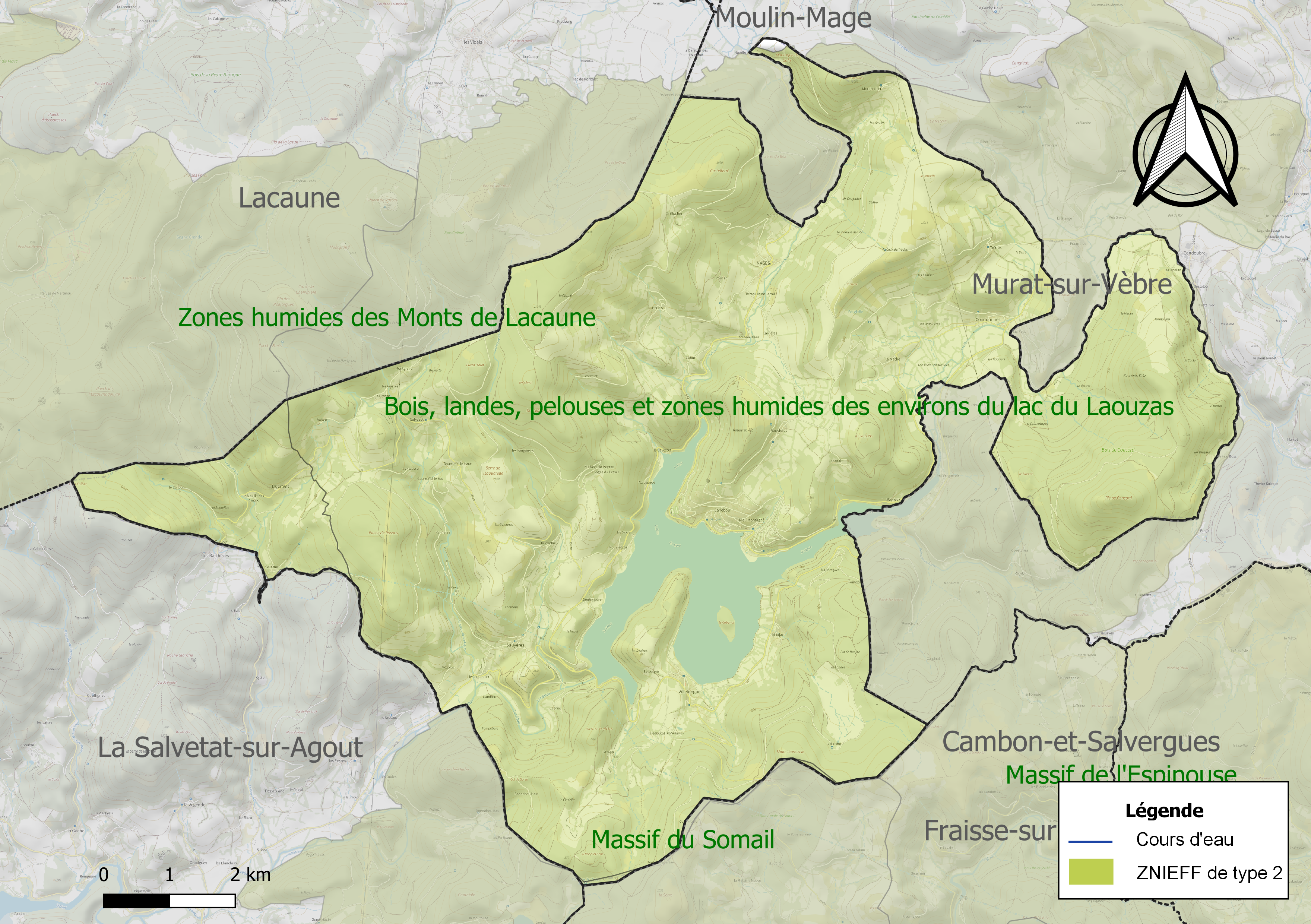
Carte des ZNIEFF de type 2 sur la commune.

## Urbanisme

### Typologie
Au 1er janvier 2024, Nages est catégorisée commune rurale à habitat très dispersé, selon la nouvelle grille communale de densité à sept niveaux définie par l'Insee en 2022.
Elle est située hors unité urbaine. Par ailleurs la commune fait partie de l'aire d'attraction de Lacaune, dont elle est une commune de la couronne,. Cette aire, qui regroupe 11 communes, est catégorisée dans les aires de moins de 50 000 habitants,.

### Occupation des sols
L'occupation des sols de la commune, telle qu'elle ressort de la base de données européenne d’occupation biophysique des sols Corine Land Cover (CLC), est marquée par l'importance des forêts et milieux semi-naturels (65,2 % en 2018), une proportion sensiblement équivalente à celle de 1990 (65,5 %). La répartition détaillée en 2018 est la suivante : 
forêts (56,9 %), prairies (19,4 %), milieux à végétation arbustive et/ou herbacée (8,4 %), eaux continentales (5,7 %), zones agricoles hétérogènes (5,3 %), terres arables (3,2 %), espaces verts artificialisés, non agricoles (1,2 %). L'évolution de l’occupation des sols de la commune et de ses infrastructures peut être observée sur les différentes représentations cartographiques du territoire : la carte de Cassini (XVIIIe siècle), la carte d'état-major (1820-1866) et les cartes ou photos aériennes de l'IGN pour la période actuelle (1950 à aujourd'hui).

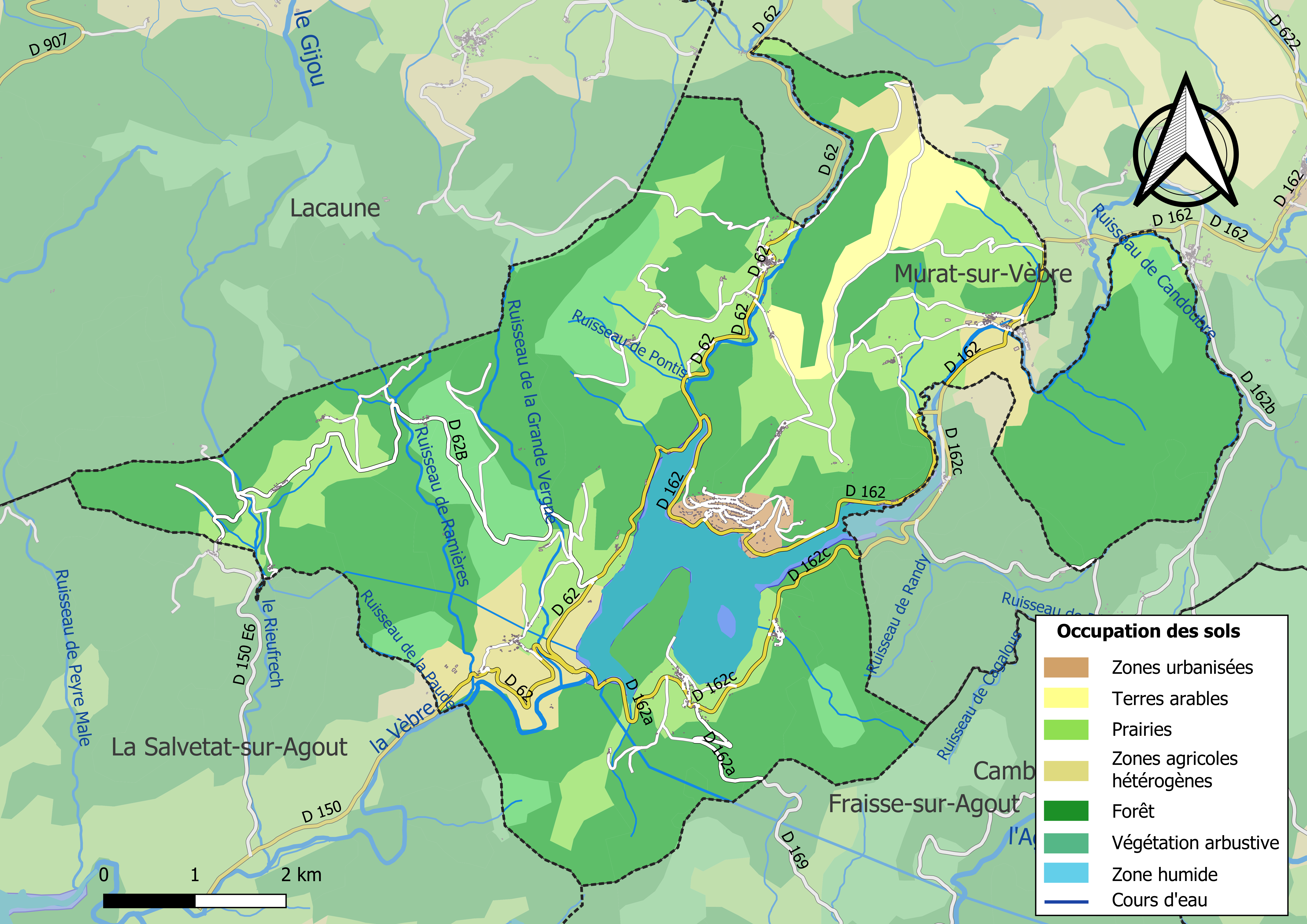
Carte des infrastructures et de l'occupation des sols de la commune en 2018 (CLC).

### Risques majeurs
Le territoire de la commune de Nages est vulnérable à différents aléas naturels : météorologiques (tempête, orage, neige, grand froid, canicule ou sécheresse), inondations, feux de forêts, mouvements de terrains et séisme (sismicité très faible). Il est également exposé à deux risques technologiques,  le transport de matières dangereuses et la rupture d'un barrage, et à un risque particulier : le risque de radon. Un site publié par le BRGM permet d'évaluer simplement et rapidement les risques d'un bien localisé soit par son adresse soit par le numéro de sa parcelle.

#### Risques naturels
Certaines parties du territoire communal sont susceptibles d’être affectées par le risque d’inondation par débordement de cours d'eau, notamment la Vèbre et le Viau. La cartographie des zones inondables en ex-Midi-Pyrénées réalisée dans le cadre du XIe Contrat de plan État-région, visant à informer les citoyens et les décideurs sur le risque d’inondation, est accessible sur le site de la DREAL Occitanie. La commune a été reconnue en état de catastrophe naturelle au titre des dommages causés par les inondations et coulées de boue survenues en 1982, 1994, 1995, 1996, 1999, 2014 et 2017,.
Nages est exposée au risque de feu de forêt. En 2022, il n'existe pas de Plan de Prévention des Risques incendie de forêt (PPRif). Le débroussaillement aux abords des maisons constitue l’une des meilleures protections pour les particuliers contre le feu,.

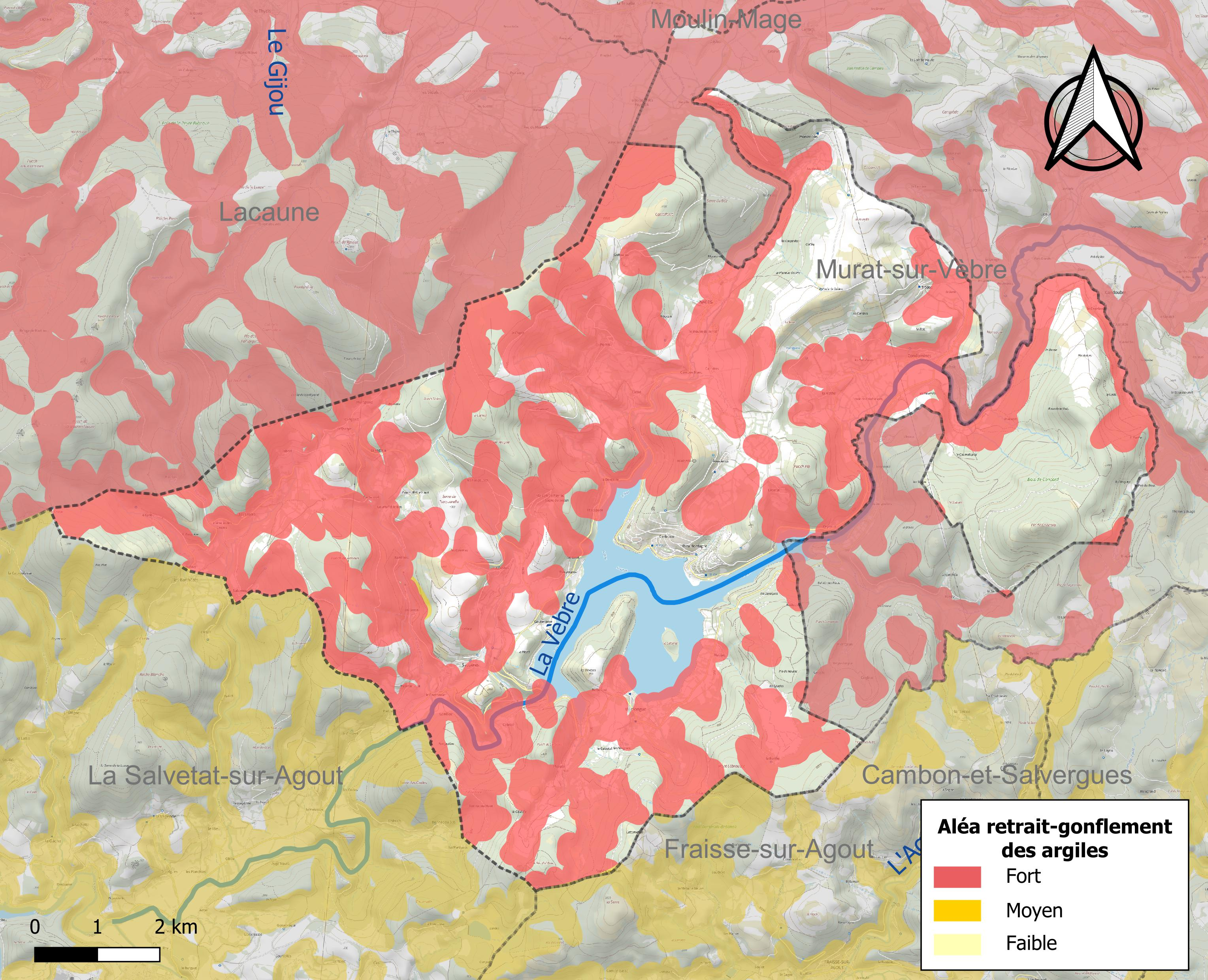
Carte des zones d'aléa retrait-gonflement des sols argileux de Nages.

La commune est vulnérable au risque de mouvements de terrains constitué principalement du retrait-gonflement des sols argileux. Cet aléa est susceptible d'engendrer des dommages importants aux bâtiments en cas d’alternance de périodes de sécheresse et de pluie. 52,8 % de la superficie communale est en aléa moyen ou fort (76,3 % au niveau départemental et 48,5 % au niveau national). Sur les 536 bâtiments dénombrés sur la commune en 2019, 311 sont en aléa moyen ou fort, soit 58 %, à comparer aux 90 % au niveau départemental et 54 % au niveau national. Une cartographie de l'exposition du territoire national au retrait gonflement des sols argileux est disponible sur le site du BRGM,.
Par ailleurs, afin de mieux appréhender le risque d’affaissement de terrain, l'inventaire national des cavités souterraines permet de localiser celles situées sur la commune.

#### Risques technologiques
Le risque de transport de matières dangereuses sur la commune est lié à sa traversée par des infrastructures routières ou ferroviaires importantes ou la présence d'une canalisation de transport d'hydrocarbures. Un accident se produisant sur de telles infrastructures est susceptible d’avoir des effets graves sur les biens, les personnes ou l'environnement, selon la nature du matériau transporté. Des dispositions d’urbanisme peuvent être préconisées en conséquence.
La commune est en outre située en aval d'un barrage de classe A. À ce titre elle est susceptible d’être touchée par l’onde de submersion consécutive à la rupture de cet ouvrage.

#### Risque particulier
Dans plusieurs parties du territoire national, le radon, accumulé dans certains logements ou autres locaux, peut constituer une source significative d’exposition de la population aux rayonnements ionisants. Certaines communes du département sont concernées par le risque radon à un niveau plus ou moins élevé. Selon la classification de 2018, la commune de Nages est classée en zone 3, à savoir zone à potentiel radon significatif.

## Histoire
Lors de la guerre de Cent Ans, la région a vu les chevauchées du Prince Noir.
Le château de Nages appartenait aux comtes de Thézan, qui y résidaient rarement.
En 1586, pendant les guerres de religion, le château a été investi par les troupes protestantes commandées par le duc de Montgomery. Après quelques coups de canon, la garnison se rendait et fut exécutée au lieu-dit Martinoles. L’église paroissiale Saint-Martin a été détruite lors de ces événements. À la suite de quoi, l’église castrale Saint-Victor a été agrandie et a fait fonction d’église paroissiale. Une des tours du château a été transformée en clocher.
Pendant la Révolution, le comte de Thézan n’a pas émigré. Ses biens n’ont pas été saisis.
Le château, les fermes de Roucan et Trédos sont devenus propriétés de sa fille, la princesse de Mérode. La fille de cette dernière, duchesse de Lévis Mirepoix, lui a succédé. Les Lévis Mirepoix ont vendu leurs propriétés de Nages après la Première Guerre mondiale.
Depuis quelques années, une restauration des vestiges du château est en cours, réalisée par des propriétaires privés et le Centre de recherche du patrimoine de Rieumontagné qui a acquis deux tours.
Paroisses de Nages :
- Saint-Victor ;
- Notre-Dame-de-Villelongue (paroisse créée en 1734) ;
- Saint-Pierre-de-Tastavy (paroisse créée le 30/1/1839) ;
- Notre-Dame-de-Condomines (paroisse créée le 20/2/1846).

## Démographie
| 1793  | 1800  | 1806  | 1821  | 1831  | 1836  | 1841  | 1846  | 1851  |
| ----- | ----- | ----- | ----- | ----- | ----- | ----- | ----- | ----- |
| 1 162 | 1 453 | 1 320 | 1 426 | 1 784 | 1 899 | 1 932 | 1 900 | 2 016 |

| 1856  | 1861  | 1866  | 1872  | 1876  | 1881  | 1886  | 1891  | 1896  |
| ----- | ----- | ----- | ----- | ----- | ----- | ----- | ----- | ----- |
| 1 827 | 1 845 | 1 843 | 1 715 | 1 632 | 1 574 | 1 585 | 1 527 | 1 524 |

| 1901  | 1906  | 1911  | 1921  | 1926 | 1931 | 1936 | 1946 | 1954 |
| ----- | ----- | ----- | ----- | ---- | ---- | ---- | ---- | ---- |
| 1 343 | 1 224 | 1 185 | 1 014 | 903  | 859  | 784  | 678  | 558  |

| 1962 | 1968 | 1975 | 1982 | 1990 | 1999 | 2006 | 2008 | 2013 |
| ---- | ---- | ---- | ---- | ---- | ---- | ---- | ---- | ---- |
| 589  | 494  | 387  | 330  | 321  | 330  | 339  | 341  | 326  |

| 2018 | 2022 | - | - | - | - | - | - | - |
| ---- | ---- | - | - | - | - | - | - | - |
| 339  | 345  | - | - | - | - | - | - | - |

## Économie

### Revenus
En 2018, la commune compte 159 ménages fiscaux, regroupant 318 personnes. La médiane du revenu disponible par unité de consommation est de 19 990 € (20 400 € dans le département).

### Emploi
|                | 2008  | 2013  | 2018  |
| -------------- | ----- | ----- | ----- |
| Commune        | 5,6 % | 8 %   | 6,9 % |
| Département    | 8,2 % | 9,9 % | 10 %  |
| France entière | 8,3 % | 10 %  | 10 %  |

En 2018, la population âgée de 15 à 64 ans s'élève à 188 personnes, parmi lesquelles on compte 71,3 % d'actifs (64,4 % ayant un emploi et 6,9 % de chômeurs) et 28,7 % d'inactifs,. Depuis 2008, le taux de chômage communal (au sens du recensement) des 15-64 ans est inférieur à celui de la France et du département.
La commune fait partie de la couronne de l'aire d'attraction de Lacaune, du fait qu'au moins 15 % des actifs travaillent dans le pôle,. Elle compte 56 emplois en 2018, contre 49 en 2013 et 48 en 2008. Le nombre d'actifs ayant un emploi résidant dans la commune est de 126, soit un indicateur de concentration d'emploi de 44,4 % et un taux d'activité parmi les 15 ans ou plus de 44,6 %.
Sur ces 126 actifs de 15 ans ou plus ayant un emploi, 45 travaillent dans la commune, soit 36 % des habitants. Pour se rendre au travail, 78,6 % des habitants utilisent un véhicule personnel ou de fonction à quatre roues, 10,3 % s'y rendent en deux-roues, à vélo ou à pied et 11,1 % n'ont pas besoin de transport (travail au domicile).

### Activités hors agriculture
27 établissements sont implantés  à Nages au 31 décembre 2019.
Le secteur du commerce de gros et de détail, des transports, de l'hébergement et de la restauration est prépondérant sur la commune puisqu'il représente 44,4 % du nombre total d'établissements de la commune (12 sur les 27 entreprises implantées  à Nages), contre 26,7 % au niveau départemental.

### Agriculture
La commune est dans les Monts de Lacaune, une petite région agricole située dans le sud-est du département du Tarn. Entre bocages et forêt, cette zone est dédiée à l’élevage de ruminants de races à viande ou laitières. Sur les plus hauts plateaux, de nombreux élevages de brebis laitières produisent le lait destiné à la fabrication du roquefort. En 2020, l'orientation technico-économique de l'agriculture  sur la commune est l'élevage d'ovins ou de caprins. 
|               | 1988  | 2000  | 2010  | 2020  |
| ------------- | ----- | ----- | ----- | ----- |
| Exploitations | 42    | 19    | 14    | 12    |
| SAU (ha)      | 1 188 | 1 169 | 1 144 | 1 166 |

Le nombre d'exploitations agricoles en activité et ayant leur siège dans la commune est passé de 42 lors du recensement agricole de 1988  à 19 en 2000 puis à 14 en 2010 et enfin à 12 en 2020, soit une baisse de 71 % en 32 ans. Le même mouvement est observé à l'échelle du département qui a perdu pendant cette période 58 % de ses exploitations,. La surface agricole utilisée sur la commune a également diminué, passant de 1 188 ha en 1988 à 1 166 ha en 2020. Parallèlement la surface agricole utilisée moyenne par exploitation a augmenté, passant de 28 à 97 ha.

## Culture locale et patrimoine

### Lieux et monuments

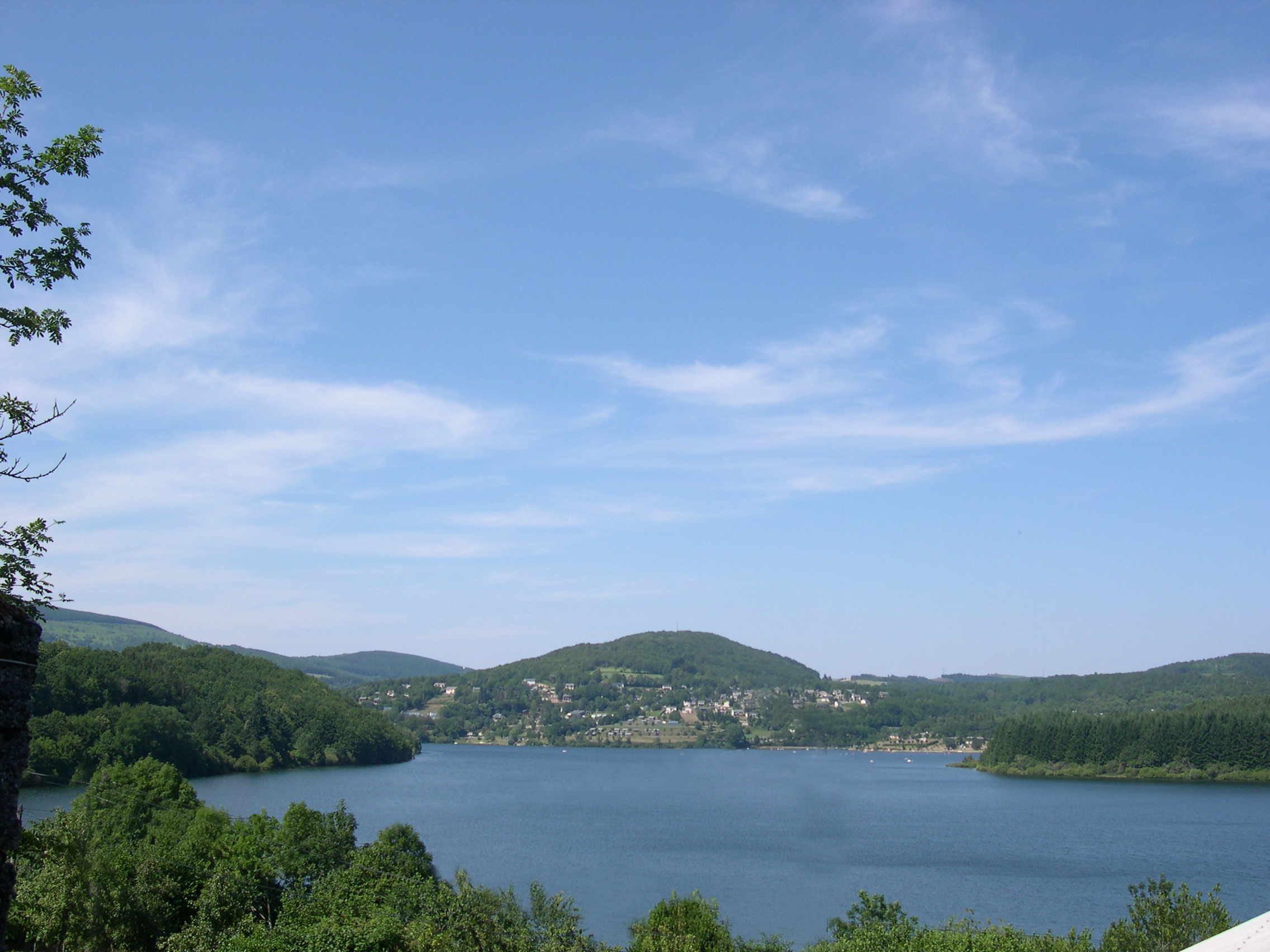
Centre de loisir de Rieumontagné et le lac du Laouzas.

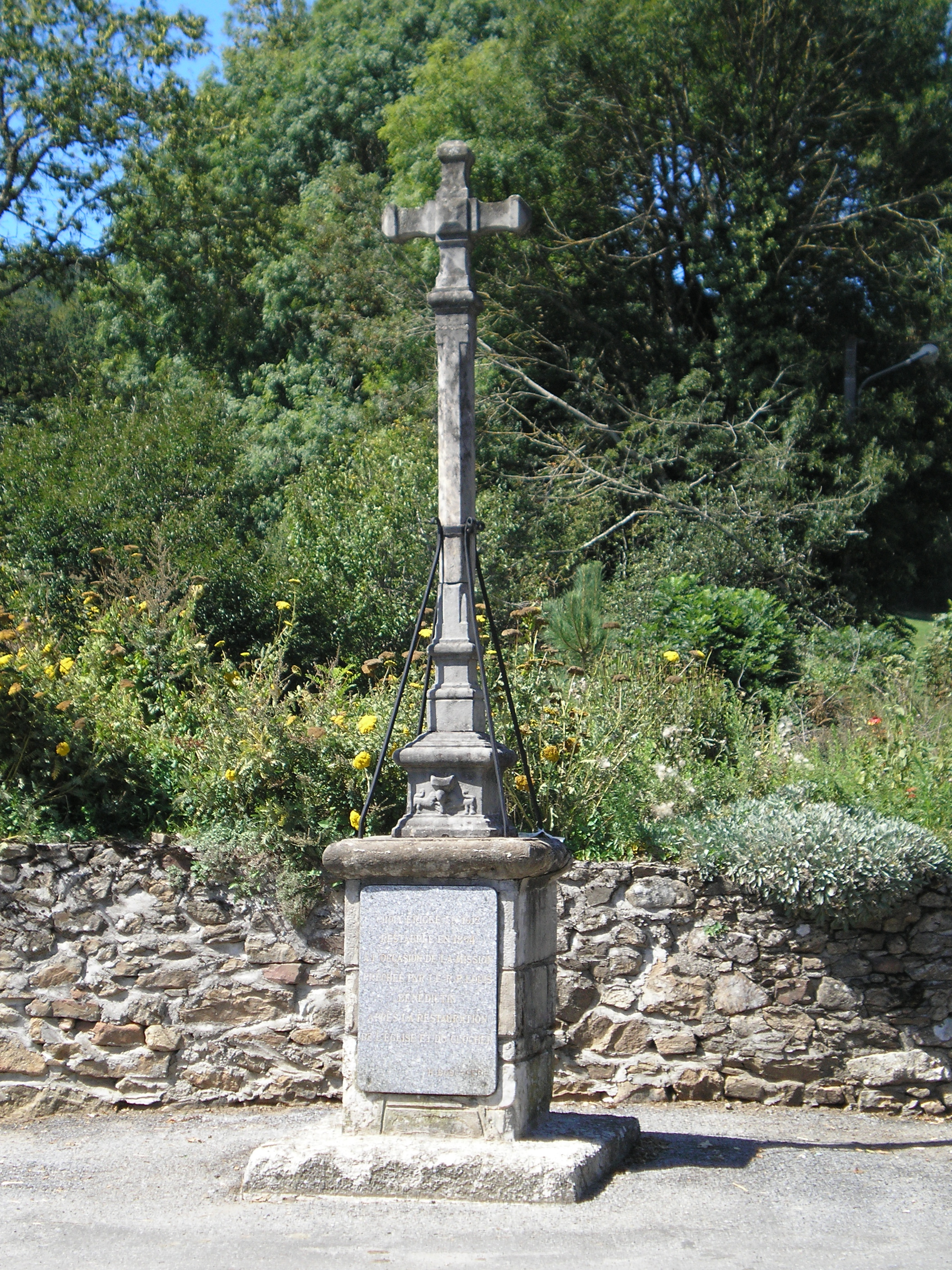
Croix de 1612.

- Lac du Laouzas, un lac artificiel.

Baignade (l'été, les températures sont aux alentours de 22 °C - 26 °C).
- Château de Nages ; collections d'objets datant du Moyen Âge et de la Renaissance.
- Musée de la vie paysanne en Haut-Languedoc à Rieumontagné.
- Musée du presbytère de Tastavy.
- Maison de Payrac.

Située au milieu des bois, elle possède une boutique d'objets traditionnels en bois, fabriqués à la main, une boutique de charcuterie, une salle de collection de tableaux, et propose de nombreuses animations pour tous.
- Église Saint-Victor de Nages, décorée dans le chœur de fresques de Michael Greschny, fils de Nicolas Greschny.

Plusieurs fenêtres ont été pourvues de vitraux d'Henri Louis-Victor Gesta, fils de Louis-Victor Gesta. D'autres vitraux sont modernes.

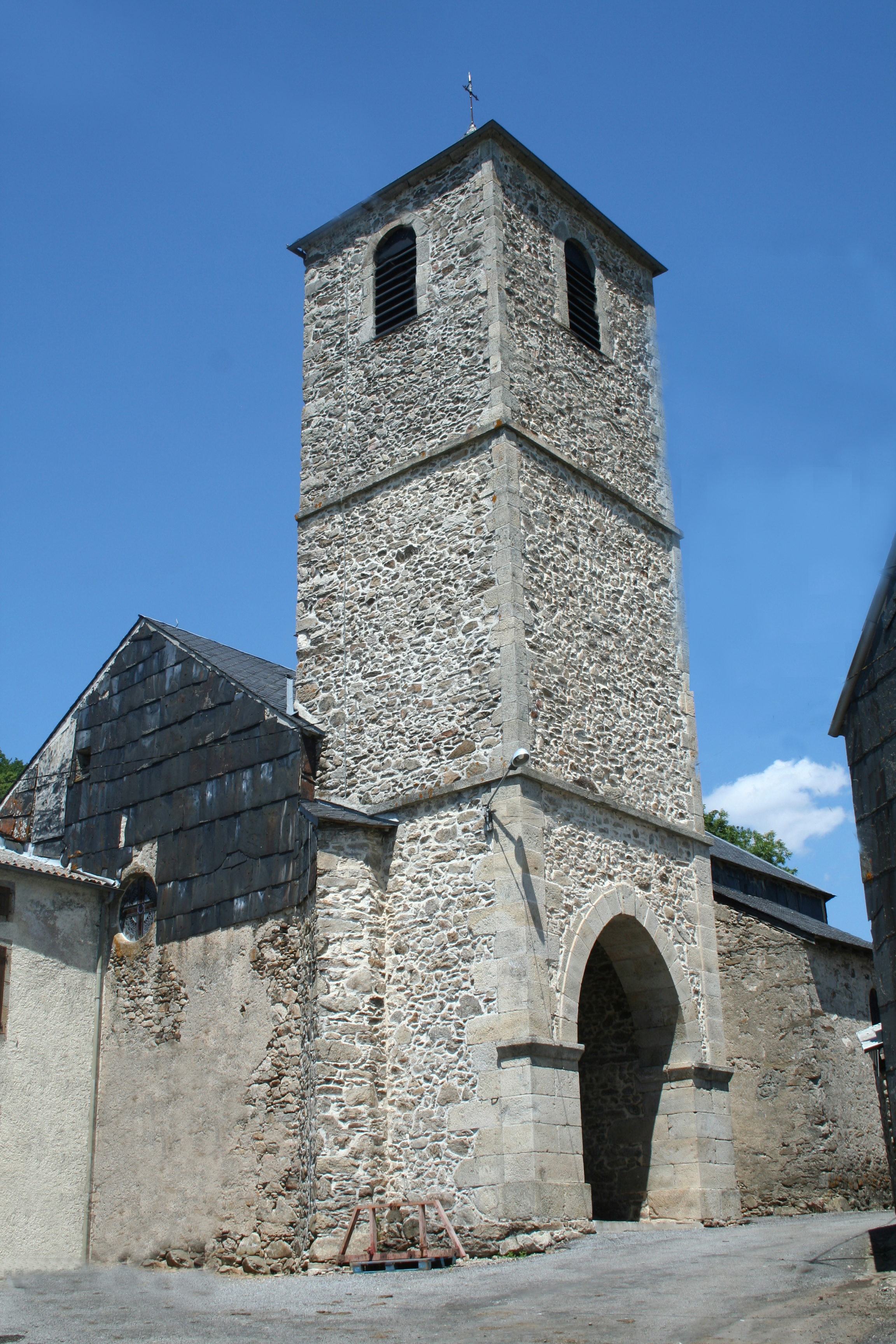
Église Notre-Dame de Condomines.
- Église et prieuré Saint-Pierre de Tastavy.
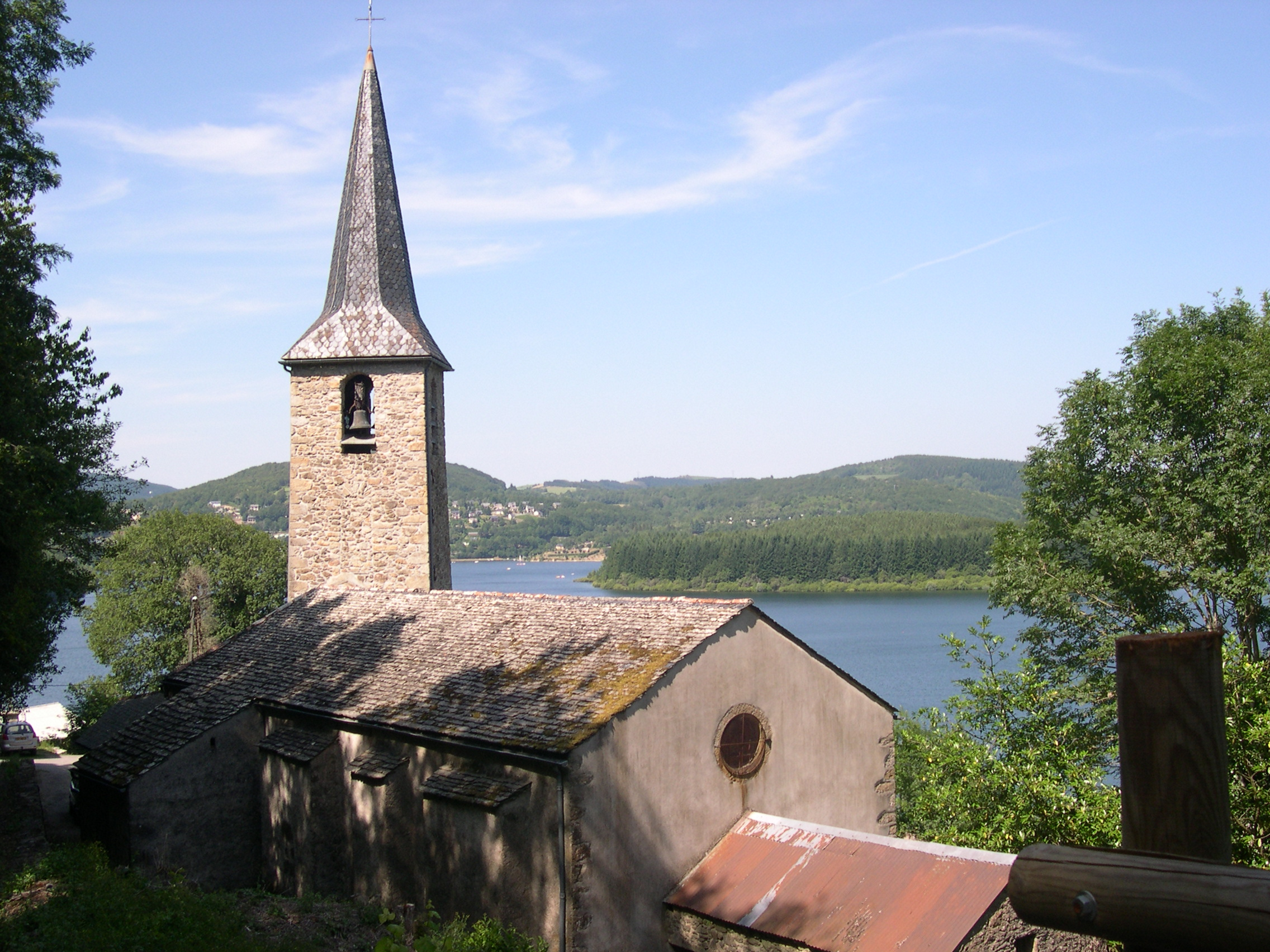
Église Notre-Dame de Villelongue.
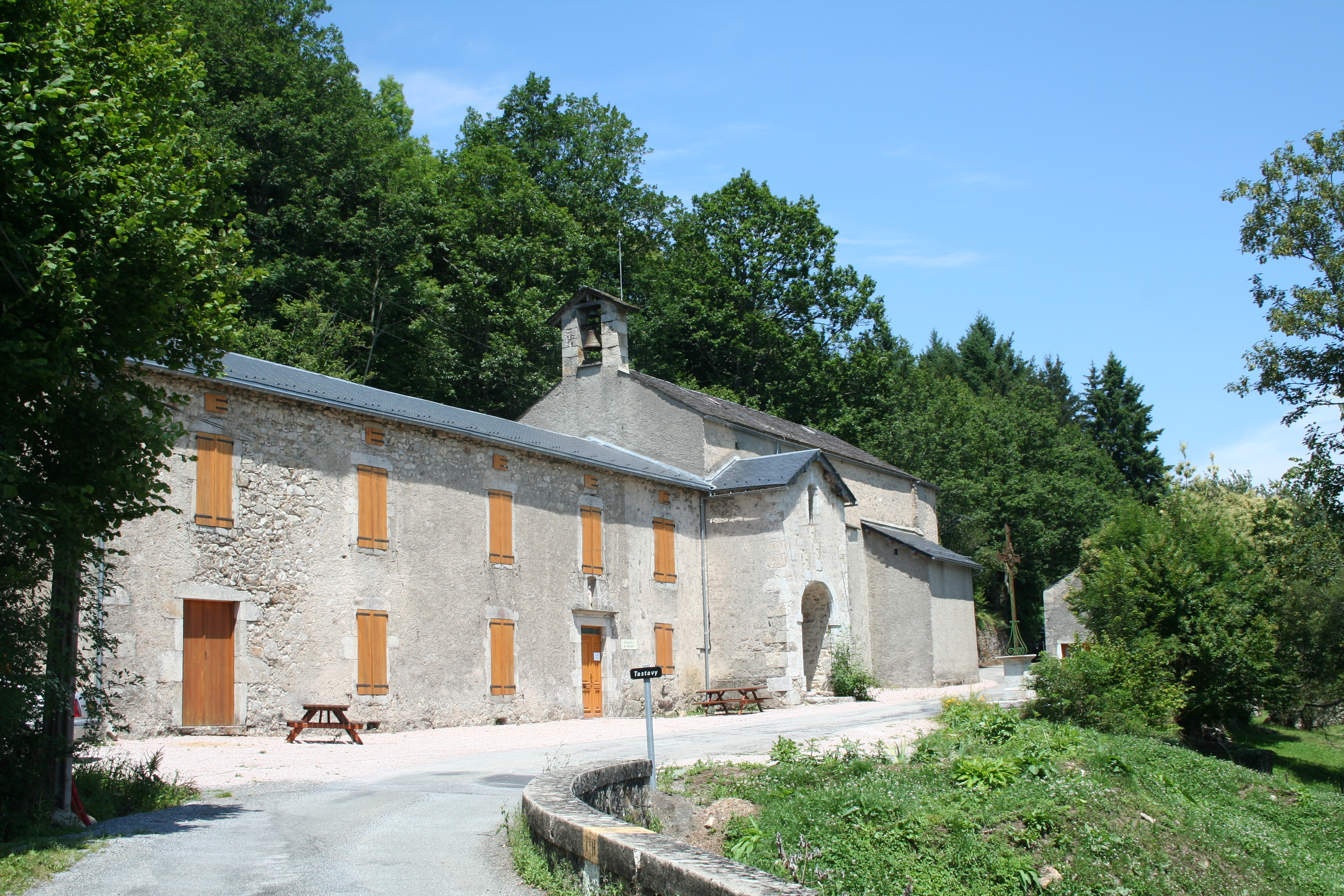
Église et prieuré Saint-Pierre de Tastavy.
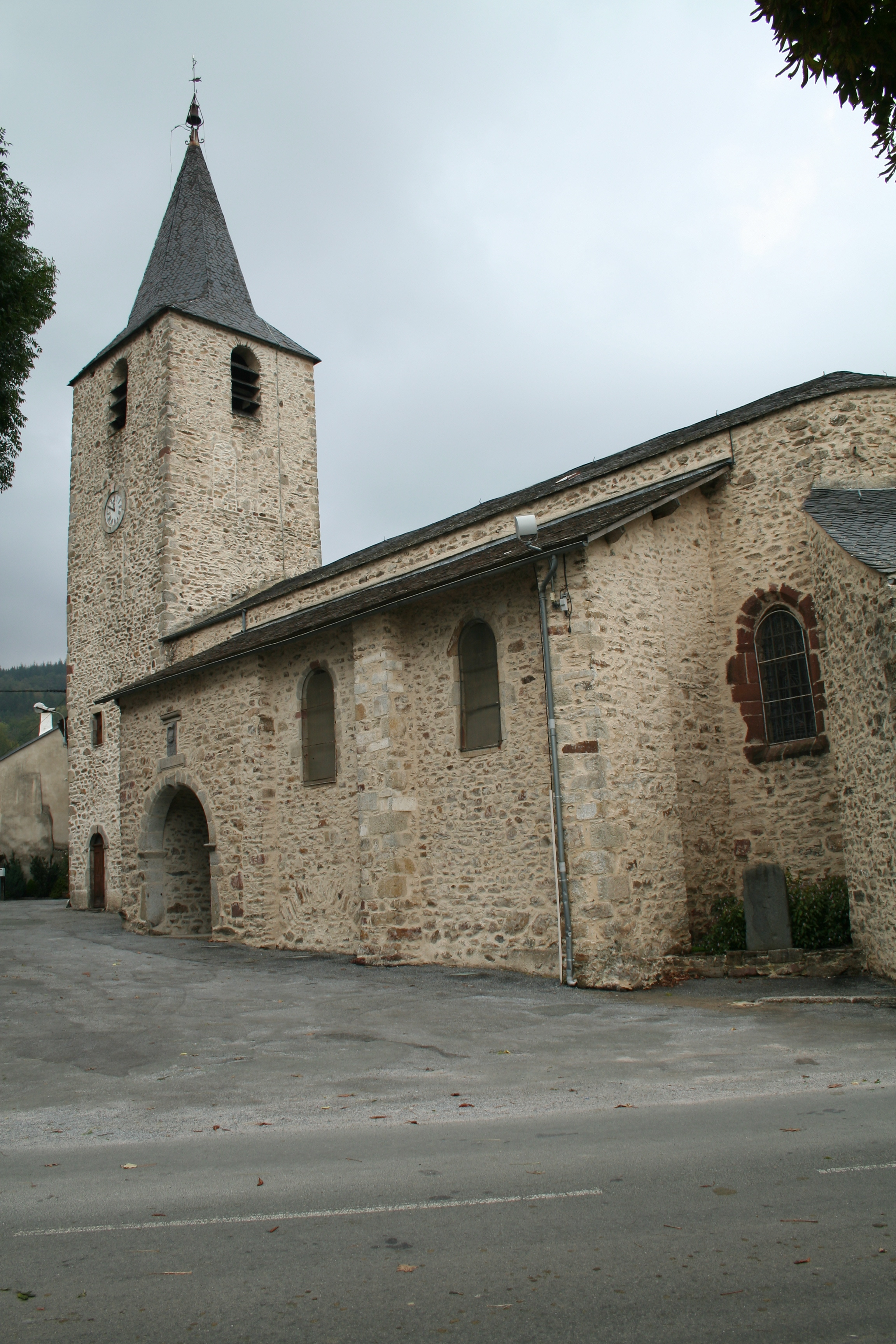
Église Saint-Victor de Nages.

- Église Notre-Dame de Condomines.
- Église Notre-Dame de Villelongue.
- Église et prieuré Saint-Pierre de Tastavy.
- Église Saint-Victor de Nages.

### Rattachement des hameaux aux paroisses

#### Paroisse de Saint-Victor de Nages
- Besset (le)
- Bouissounet (le)
- Barraquette (la)
- Cabot
- Canal (la)
- Carlebou (moulin de)
- Combe (la)
- Fangouses (les)
- Ferriere
- Garrigue (la)
- Griffoulou (le)
- Mounarc
- Nages
- Peyroux
- Pontis
- Provincous
- Rec des Rivals (le)
- Roucan
- Rieumontagné
- Rouvières
- Sagne du Besset (la)
- Sagnes de Vergnes (les)
- Saut des Cabanals
- Serre del Bes (la)
- Terral (moulin de)
- Vergne (la)
- Vieules (les)

#### Paroisse de Notre-Dame de Villelongue
- Barraques (les)
- Barthes de Naujac
- Bonnabou
- Borie-Neuve
- Cabanelles (les)
- Cabriol
- Cambou
- Capte (la)
- Devèse (la)
- Font Petière
- Gabutal (le)
- Gabutal Haut (le)
- Goutimpère
- Landes (les)
- Mezerac
- Moulin de Vèbre
- Naujac
- Pierre sur autre
- Pradas (le)
- Prade Haute (la)
- Prat Tanquet
- Ramières
- Rec del Bosc
- Rieu Martel
- Rouyregros
- Sagne Plane
- Sauyères
- Trabes
- Tribi
- Vaute (la)
- Vergnes (les)
- Villelongue

#### Paroisse de Notre-Dame de Condomines
- Bétirac
- Capélanié (la)
- Condomines
- Coste (la)
- Dreille (la)
- Griffoulou (le)
- Mas Pinenc
- Mathe (le)
- Mense
- Costos (les)
- Tredos
- Vergnes (les)

#### Paroisse de Saint-Pierre de Tastavy
- Arrasses (les)
- Blaquière (la)
- Brugassou (le)
- Cante Aussel
- Clapus haut
- Crozes (les)
- Esclop de Montgrand (l')
- Gourtufel le Bas
- Gourtufel le Haut
- Podes (les)
- Rec de la Courbe (le)
- Rec de Lauzier (le)
- Robert
- Sagne d'Antougnot (la)
- Salamou
- Salvaget
- Tarigousto
- Tastavy

### Personnalité liée à la commune
- Monique Frydman, peintre, née à Nages.

### Héraldique
| Blason de Nages | Blason  | De gueules à trois fusées d'or rangées en fasce, au chef d'argent chargé de l'inscription « NAGES » en lettres capitales de sable. |
| Blason de Nages | Détails | Le statut officiel du blason reste à déterminer.                                                                                   |
| Blason de Nages | Alias   | De sable aux trois fusées d'argent rangées en fasce.                                                                               |

## Fêtes, traditions

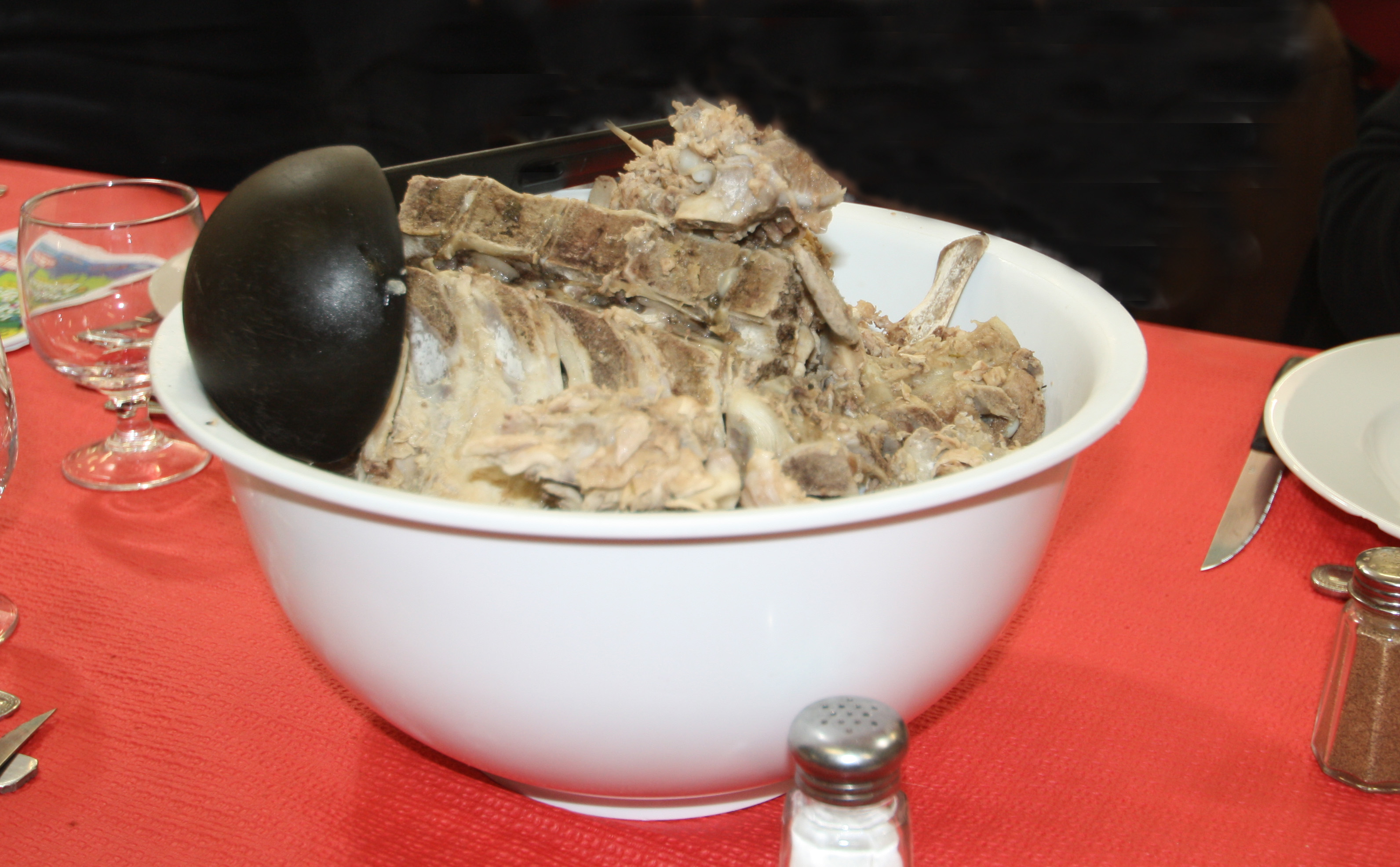
Repas des os.

- En mars, avril, l'Association de Rieumontagné propose le traditionnel repas des os, qui reprend une ancienne recette des éleveurs de cochons : le repas des os consiste à faire bouillir les os du cochon après qu’on ait enlevé les morceaux de viande les plus nobles. C’est ainsi que se retrouvent dans votre assiette un tas d’os que vous devez manger avec les doigts à la recherche de goûteux restes de viandes accrochés aux os.
- En été, les soirs et après-midis du dernier week-end de juillet (vendredi, samedi, dimanche), le village est animé par des orchestres de musette, des groupes de rock, de musique moderne ou des années 1980. Les forains y étendent quelques stands de snack, churros, boissons et même des jeux pour les plus jeunes (pêche aux canards, fléchettes, tirs à la carabine, etc.). Le village, calme et presque désert dans la journée, retrouve alors une ambiance de fête typique du Sud-Ouest, avec des musiques entraînantes, et pour tous les goûts. Un grand marché de nuit est organisé, fin juillet, début août, on l'on peut écouter de la musique, acheter toutes sortes de produits de la région et du monde entier, et même manger sur place.
- En automne, fin septembre, les villageois participent à la fête du Chou où l'on peut voir des danseurs, en costumes traditionnels du début du XXe siècle, tournoyer aux rythmes d'un ou deux accordéons. Des bals sont organisés pour honorer « les choux ».